# Certification forestière
La certification forestière ou certification gestion durable, créée avec toutes les parties intéressées par la gestion durable de la forêt a pour objectif d'informer le consommateur que le bois qu'il achète est issu de forêts gérées durablement. C'est donc un instrument de marché plus qu'un label environnemental. Un de ses objectifs consiste à promouvoir au sein de la filière un aménagement forestier durable qui tienne compte des facteurs environnementaux, économiques et sociaux.
Pour les consommateurs, la certification leur assure que les produits à base de bois (mobilier, parquet et papier) dont ils font l'acquisition proviennent d'une forêt aménagée et exploitée de manière durable et responsable.
Il existe deux systèmes de certifications principales dans le monde : 
- la certification du FSC (Forest Stewardship Council) qui concerne surtout l'Amérique du Nord ; Il est l'un des plus connus à travers le monde. Elle propose dix critères qui s'appliquent de façon uniforme à travers le monde. FSC est soutenu par le WWF et les Amis de la terre. Greenpeace lui a retiré son soutien en mars 2018, à la suite de nombreux manquements[1].

- le PEFC (Programme de reconnaissance des certifications forestières) qui est majoritaire en France[2],[3]Initialement à portée européenne, il est désormais présent au niveau mondial. Ce schéma international permet la mise en place de référentiels nationaux de certification des forêts. Ces référentiels répondent aux diverses problématiques envrionnementales et sociales localement rencontrées. PEFC est soutenu par France Nature Environnement.

Selon un article paru dans la revue Bois international, « une planche frappée du logo FSC a plus de chance d'avoir été produite à l'étranger quand le bois signé du label de certification PEFC a plus de probabilité d'avoir été fabriqué en France avec du bois français ».

## Typologie
- Certification de la Gestion forestière, ce certificat atteste que la gestion forestière est bonne.
- Certificat de la Légalité, celui-ci atteste que le produit est d'origine légale.
- Certification de la chaîne de Traçabilité, qui atteste que le produit provient d'une source certifiée [5].